# Jean-Gabriel Pageau
Jean-Gabriel Pageau, född 11 november 1992, är en kanadensisk professionell ishockeyspelare som spelar för New York Islanders i NHL.
Han har tidigare spelat på NHL-nivå för Ottawa Senators.
Pageau draftades i fjärde rundan i 2009 års draft av Ottawa Senators som 96:e spelare totalt.